# Brazzers
Brazzers（ブラザーズ、会社名: MG Premium Ltd.）は、カナダのポルノグラフィ制作会社である。
本社はカナダのケベック州モントリオールにあるが、本籍地はキプロスのニコシアとなっている。
31サイトのハードコアポルノサイトからなるオンラインネットワークを有する、同社のスローガンは「世界で最も最高なHD ポルノ・サイト!」である。（2020年12月時点で）33サイトもの異なるサイトに10,036本のビデオが掲載されている。

## 沿革
2005年にモントリオールの投資家グループによって設立された「Brazzers」は、Mansefという企業のもとで巨大ポルノサイトグループの一部となっていた。2010年、Mansefがファビアン・ティルマンに売却され、Manwin Inc.として再ブランド化された。その後、2012年12月、F・ティルマンが脱税の疑いでベルギーからドイツに引き渡される事件が発生する。
2013年10月、F・ティルマンは「Brazzers」を含むManwinの資産を自身がCEOを務め、株主のDavid Tassiloと共に率いる内部経営グループのMindGeek（現:Aylo）に売却した。
2014年、「Brazzers」は10周年を記念して、ニューヨークのタイムズ・スクエアにビルボードを設置した。デジタルビルボードは47丁目と7番街の角に設置され、8月中掲示された。 2010年、Brazzersはタイムズスクエアのビルボードを使ってセーフセックスキャンペーンを展開し、「Get Rubber!」のスローガンとウェブサイトを発表した。
2016年9月、Brazzersが2013年4月にサイトをハッキングされ、約100万人のユーザーに影響を与えたことが報道によって明らかとなった。

## ロゴ
「Brazzers」のロゴは何度か変更されているが、黄色と黒のカラーリングを維持し、ブランディングのためにダブルZの文字に重点を置いている。

## 運営
現在、BrazzersはCEOのフェラス・アントゥーンが率いていて、ルクセンブルグで正式に登録されている多国籍企業のMindGeekが所有・運営している。
Brazzersは、Pornhubのようなストリーミングサイトと関係があることで業界の批判にさらされた。これに対して、2009年に同社は反著作権侵害キャンペーンを開始した。

## 訴訟
2008年、解雇されたプロデューサーのボビー・マニラが、詐欺と契約条項違反でBrazzersを訴えた。この訴訟は最終的に示談で解決することになった。
2010年2月、Pink Visual Studioは、Brazzersの親会社であるManwinを、その無料動画共有サイトでライセンスを受けていない動画コンテンツを配布したことによる著作権侵害で訴えた。Brazzersのネットワークは、共有サイトからのトラフィックから間接的に利益を得ることで、非ライセンスコンテンツから利益を得ていると非難されてきたが、有名なスタジオが訴訟を起こすのはこれが初めてだった。他のスタジオでは集団訴訟が検討された。
2018年、インド政府は、加害者がオンラインポルノを見てやる気が出たと述べたレイプ事件で、ウッタラーカンド高等裁判所がポルノサイトへの接続を禁止したこと受けて、他のポルノウェブサイトと同様にBrazzersの接続遮断を発表した。

## 受賞歴
| 年   | 授賞式        | 部門                                                                                  | 作品                                    | ref        |
| ---- | ------------- | ------------------------------------------------------------------------------------- | --------------------------------------- | ---------- |
| 2009 | AVNアワード   | Best Adult Website                                                                    | N/A                                     | [ 20 ]     |
| 2009 | AVNアワード   | Best New Video Production Company                                                     | N/A                                     | [ 要出典 ] |
| 2009 | AVNアワード   | Best Big Bust Release                                                                 | Big Tits at School                      | [ 要出典 ] |
| 2009 | XBIZ賞        | Affiliate Program of the Year                                                         | N/A                                     | [ 21 ]     |
| 2010 | AVNアワード   | Best Big Bust Series                                                                  | Big Tits at School                      | [ 22 ]     |
| 2011 | AVNアワード   | Best Membership Site Network                                                          | N/A                                     | [ 23 ]     |
| 2011 | AVNアワード   | Best Big Bust Series                                                                  | Big Tits at School                      | [ 23 ]     |
| 2011 | AVNアワード   | Best Vignette Release                                                                 | Pornstar Punishment                     | [ 24 ]     |
| 2012 | AVNアワード   | Best Big Bust Series                                                                  | N/A                                     | [ 25 ]     |
| 2012 | AVNアワード   | Best Membership Website                                                               | N/A                                     | [ 25 ]     |
| 2013 | XBIZ賞        | Vignette Release of the Year                                                          | Big Tits in Sports Vol 9 Day With a H3R | [ 26 ]     |
| 2013 | XBIZ賞        | Vignette Series of the Year                                                           | Big Tits in Sports MILFs Like it Big    | [ 26 ]     |
| 2013 | XBIZ賞        | All-Girl Series of the Year                                                           | Hot and Mean                            | [ 26 ]     |
| 2014 | XBIZ賞        | Studio Site of the Year                                                               | Brazzers.com                            | [ 27 ]     |
| 2015 | XBIZ賞        | Adult Site of the Year – Multi-Genre                                                  | Brazzers.com                            | [ 28 ]     |
| 2016 | XBIZ賞        | Adult Site of the Year – Video                                                        | Brazzers.com                            | [ 28 ]     |
| 2016 | AVNアワード   | Best Foreign Feature - The Doctor                                                     | N/A                                     | [ 29 ]     |
| 2016 | AVNアワード   | Best Director (Foreign Feature) - Dick Bush, The Doctor                               | N/A                                     | [ 29 ]     |
| 2016 | AVNアワード   | Best Sex Scene in a Foreign-shot Production - Victoria Summers & Danny D., The Doctor | N/A                                     | [ 29 ]     |
| 2017 | XBIZ賞        | Best Art Direction for Storm of Kings                                                 | N/A                                     | [ 28 ]     |
| 2018 | AVNアワード   | Best Membership Site Network                                                          | N/A                                     | [ 30 ]     |
| 2019 | XBIZ賞        | Marketing Campaign of the Year for Brazzers House                                     | N/A                                     | [ 31 ]     |
| 2020 | PornHub Award | Most Popular Channel                                                                  | N/A                                     | [ 32 ]     |

## ランキング
2021年7月現在、Brazzers.comのAlexaトラフィックランキングは3,576位となっている。